# روردالن
روردالن (به هلندی: Roerdalen) یک شهرستان در هلند است که در لیمبورخ واقع شده‌است. روردالن ۲۸ متر بالاتر از سطح دریا واقع شده‌است.

## نگارخانه

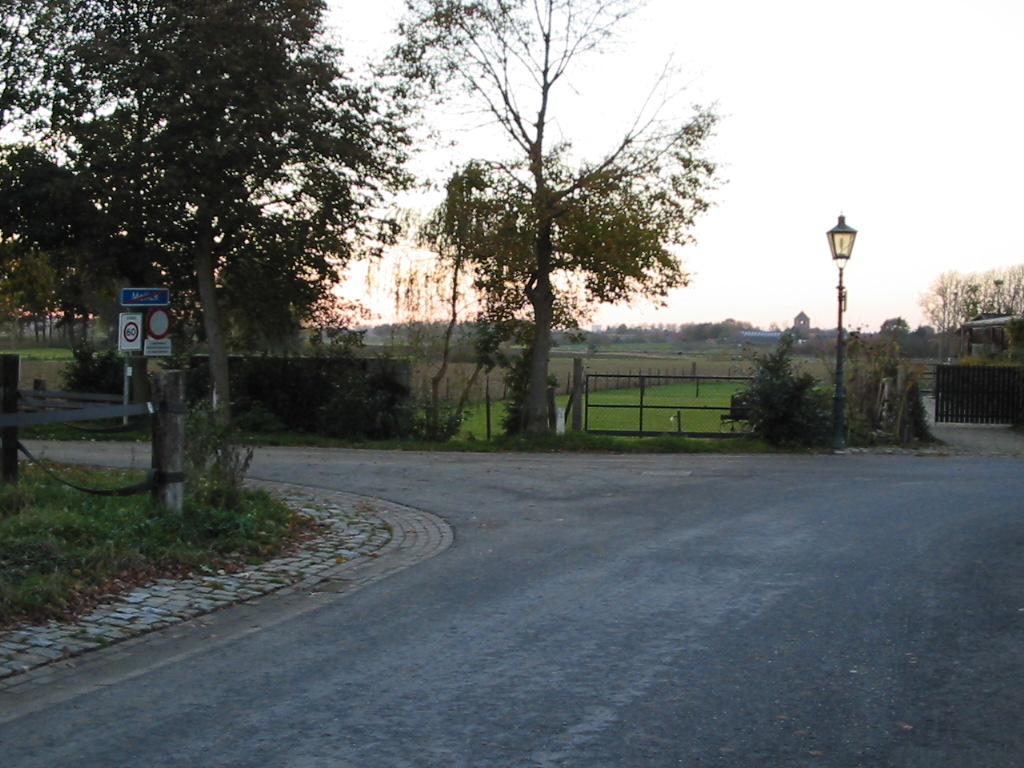
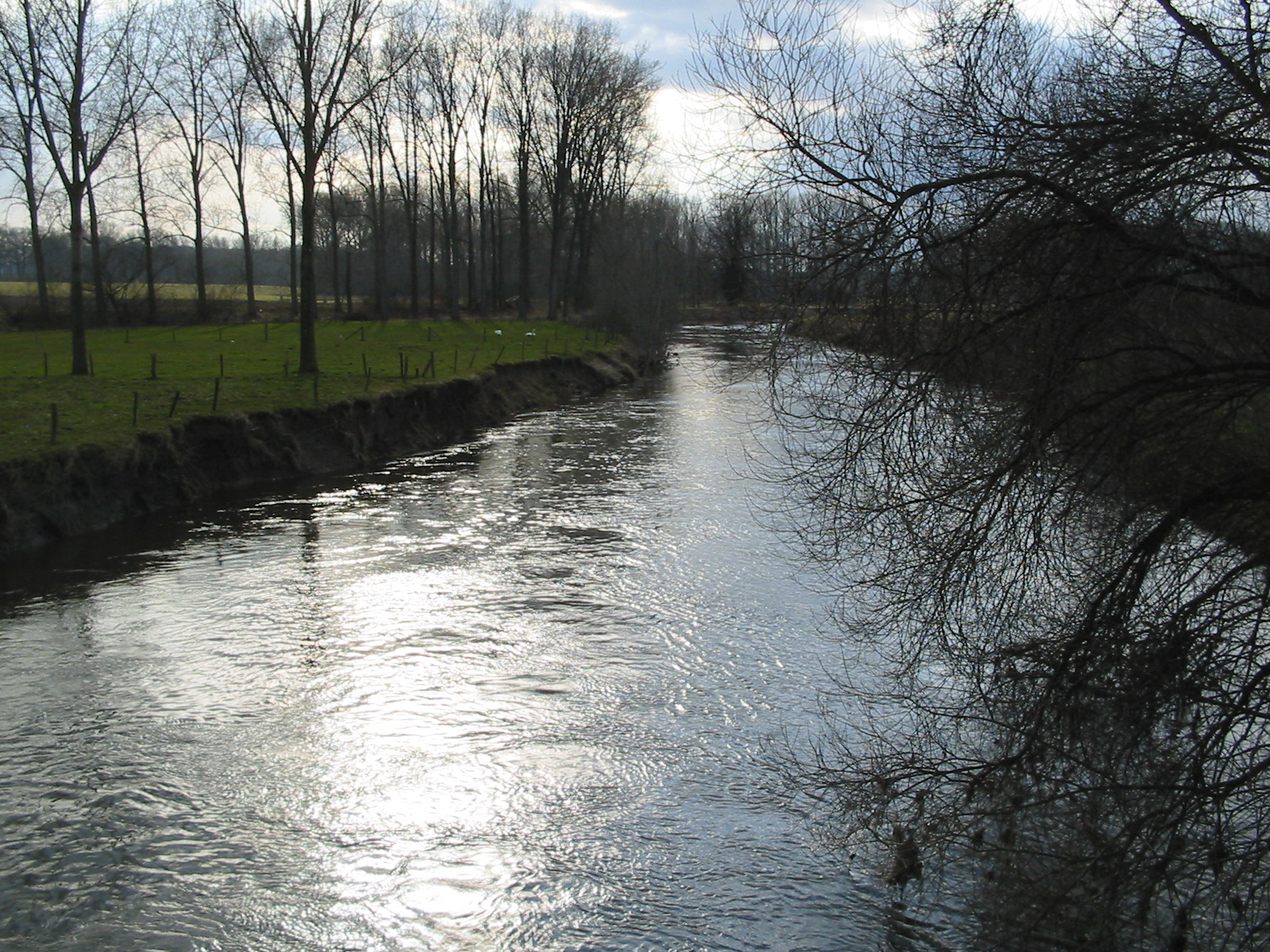
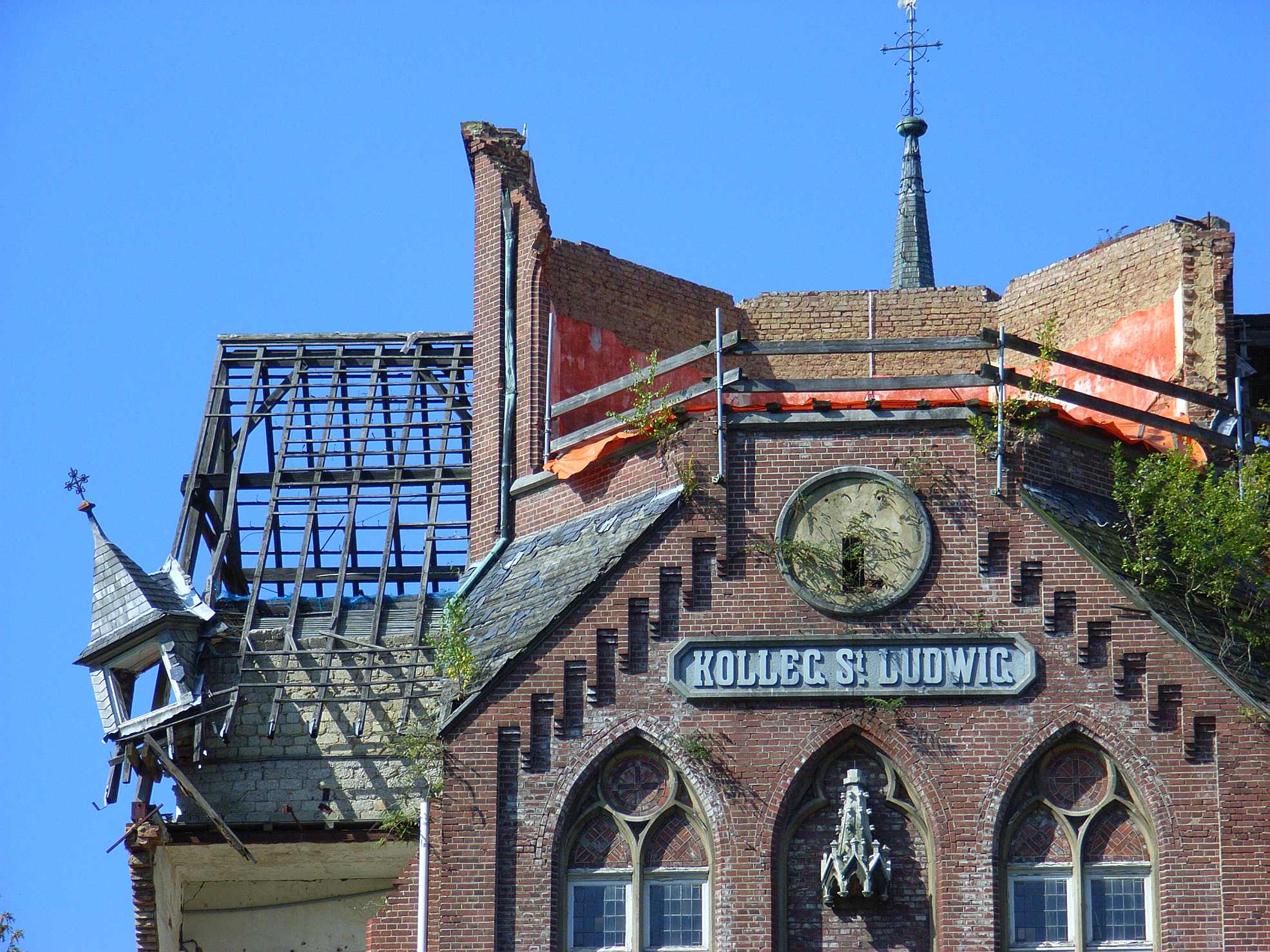
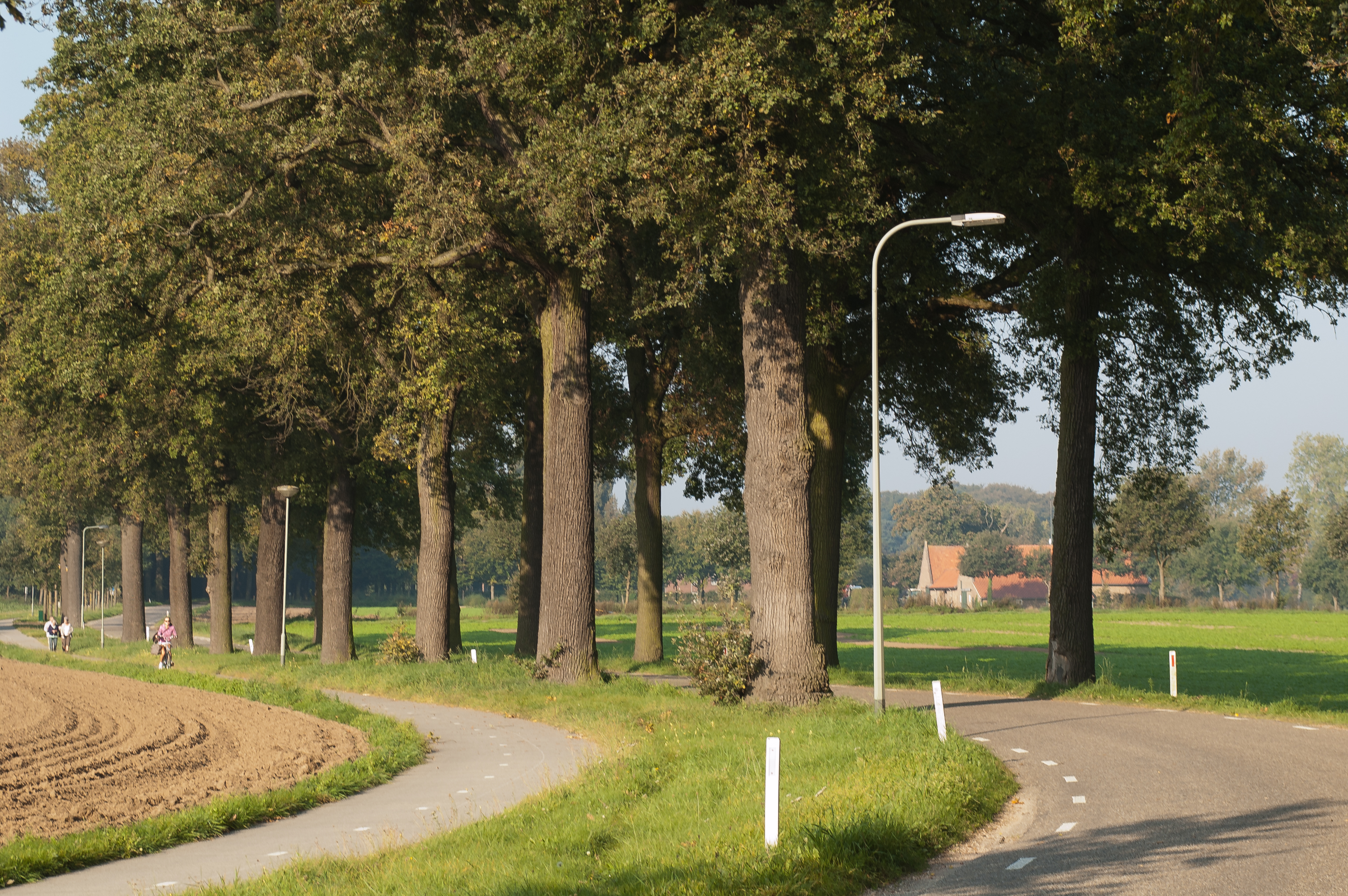
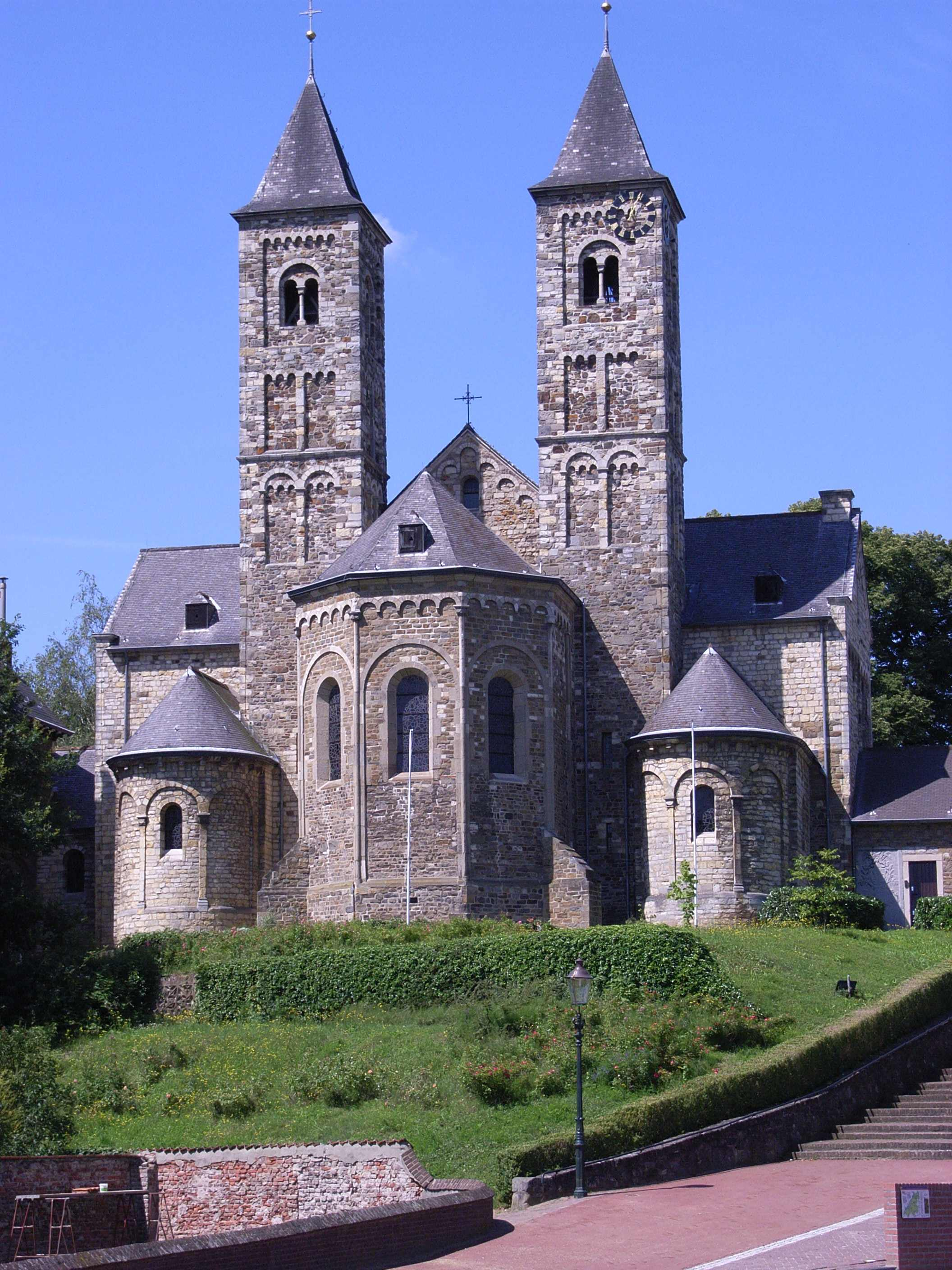
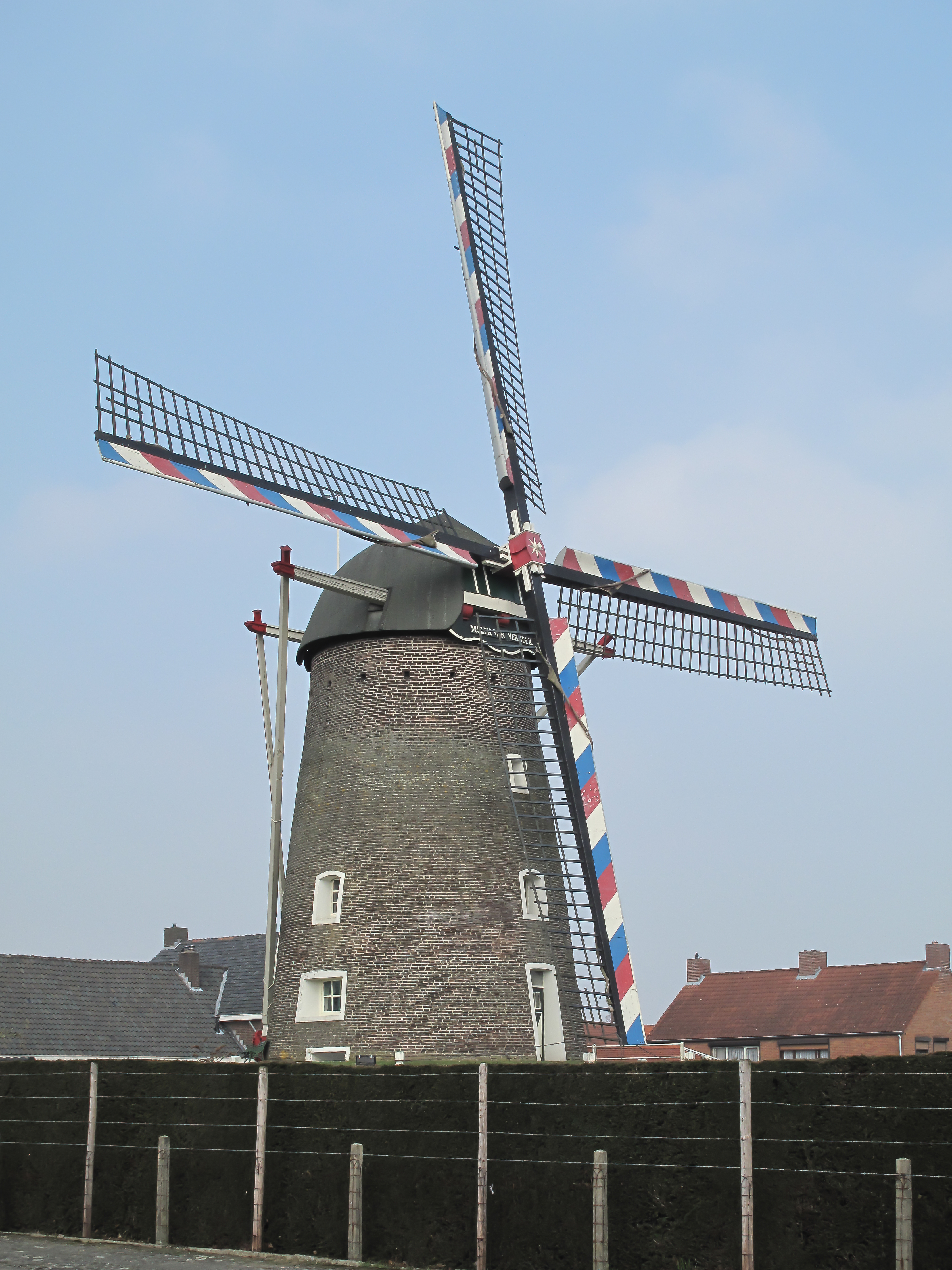
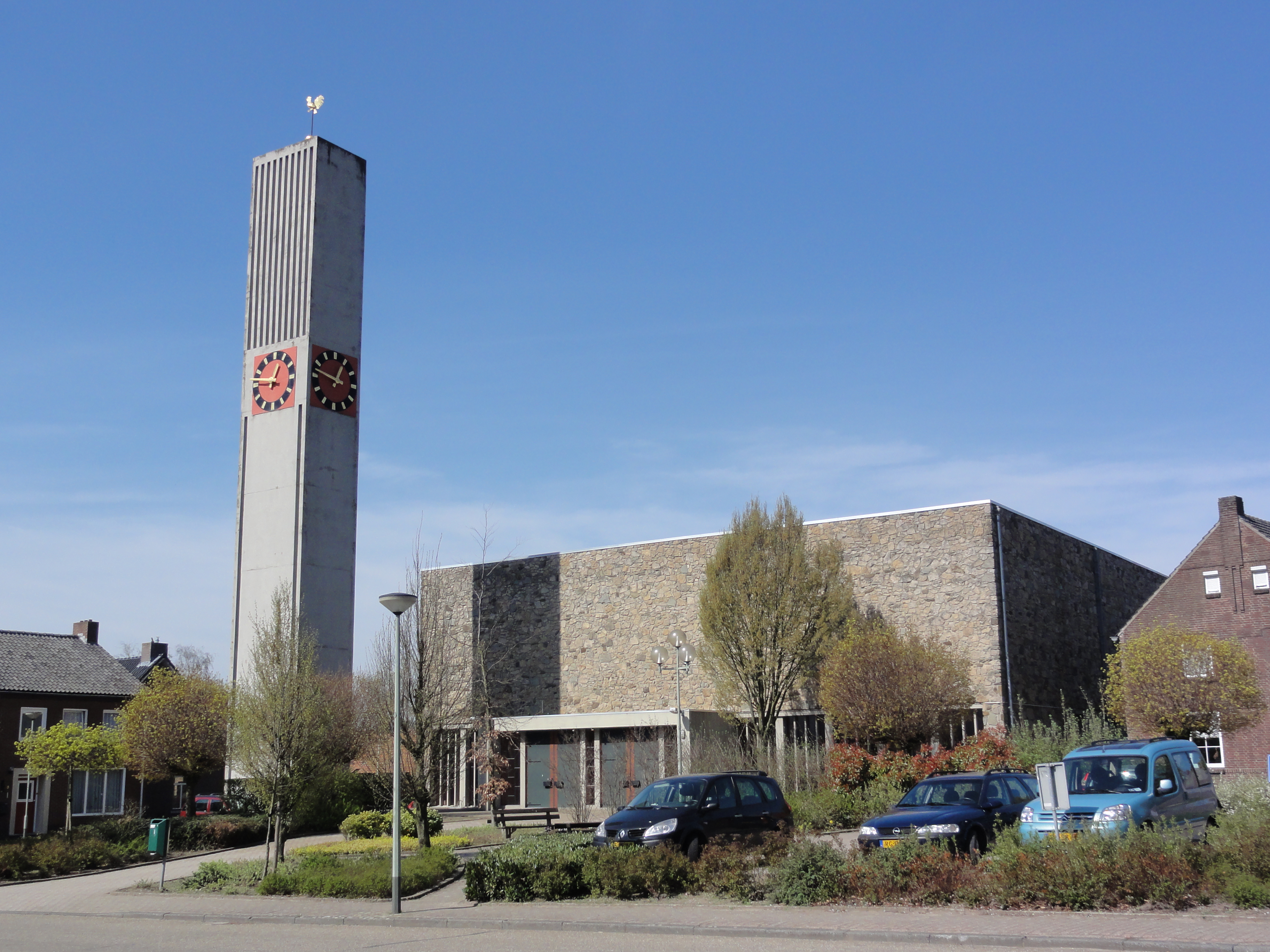
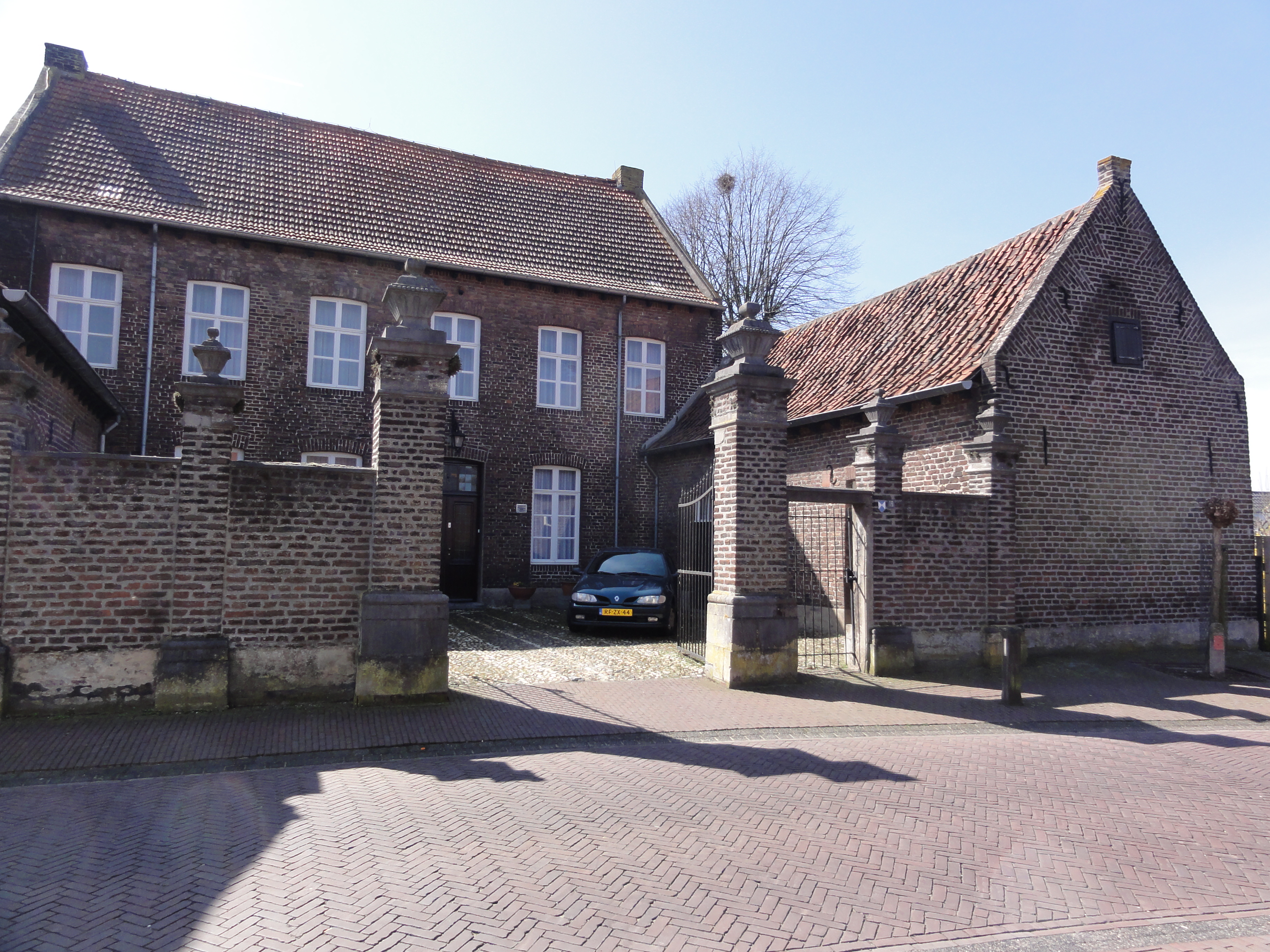
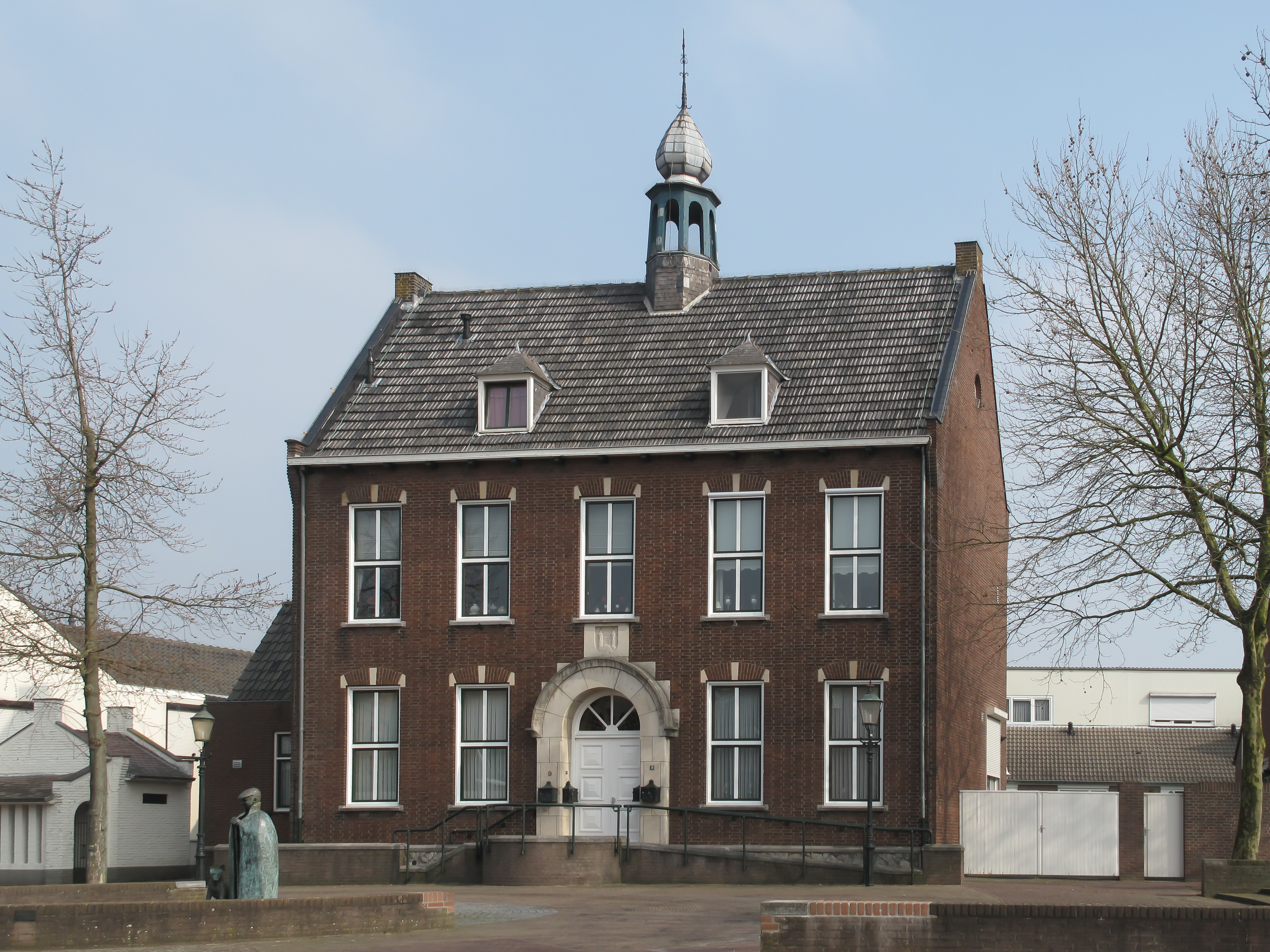
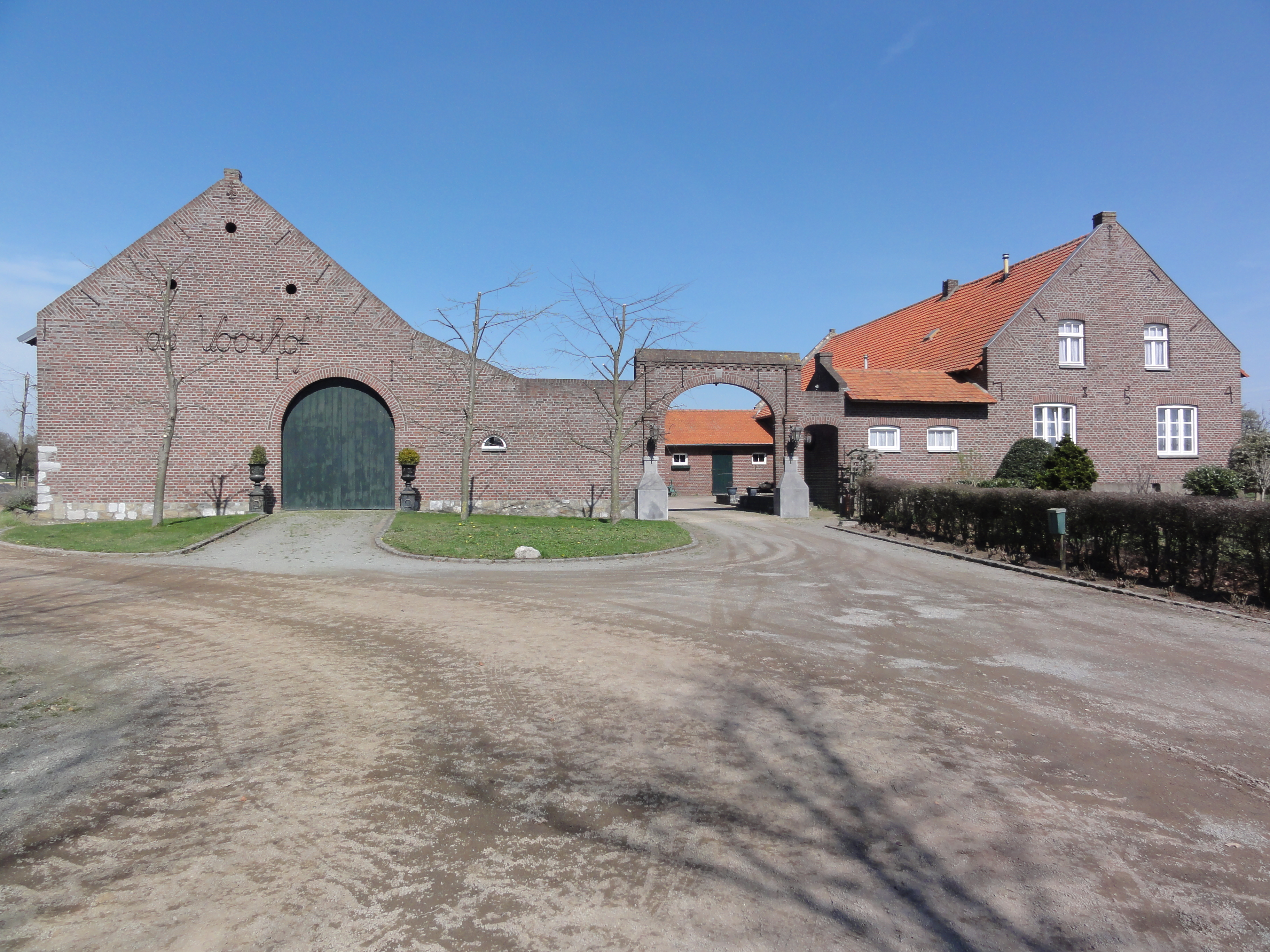
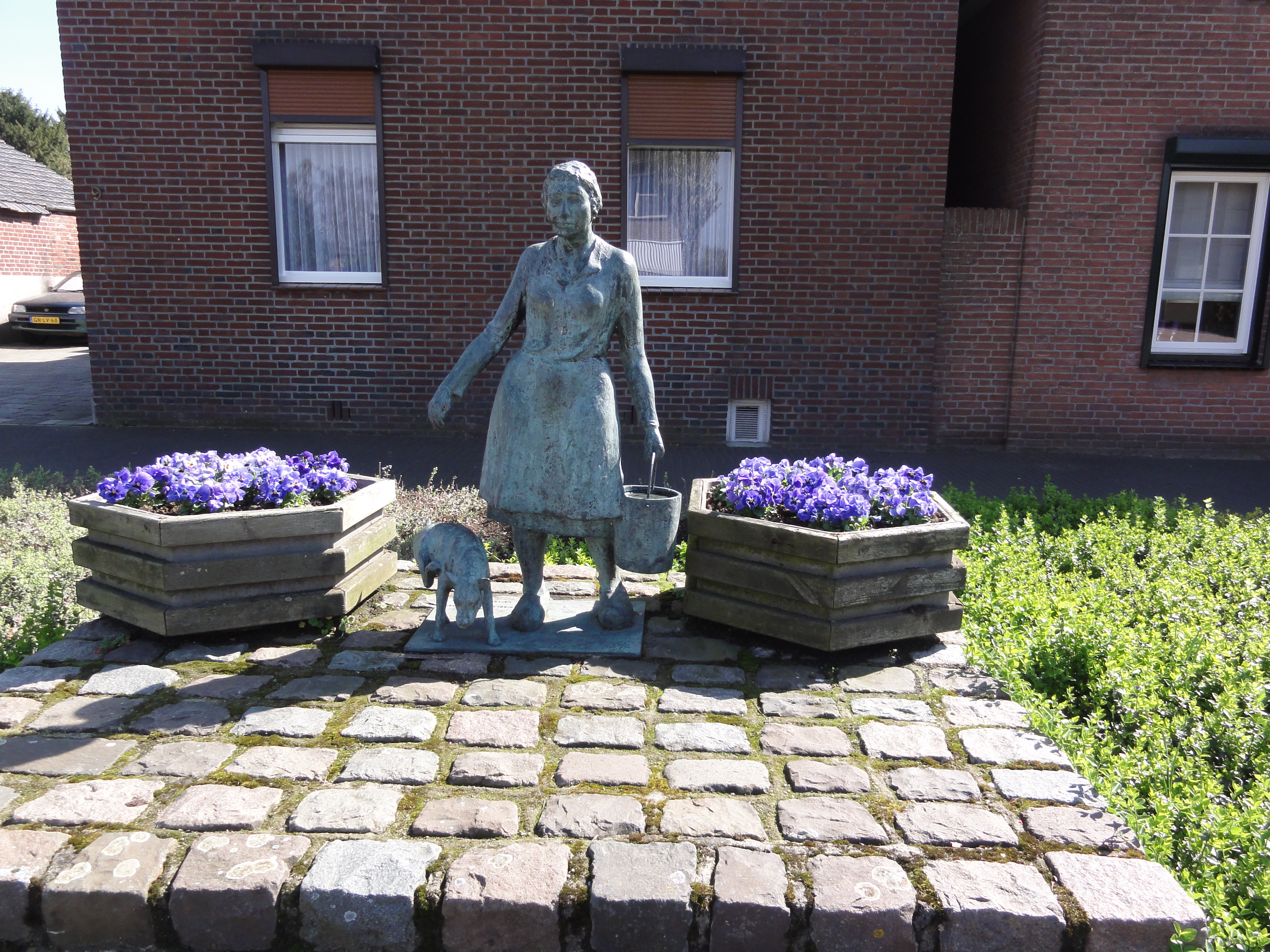
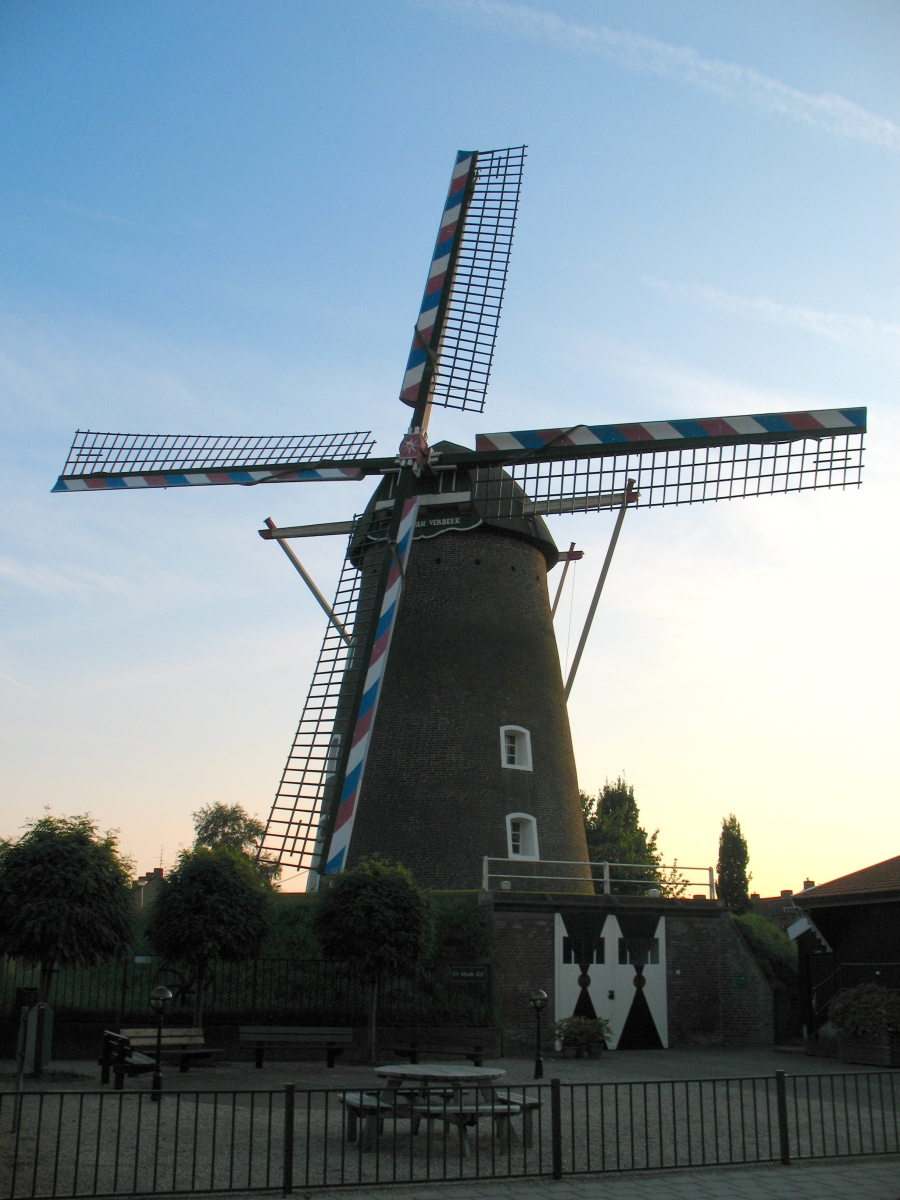
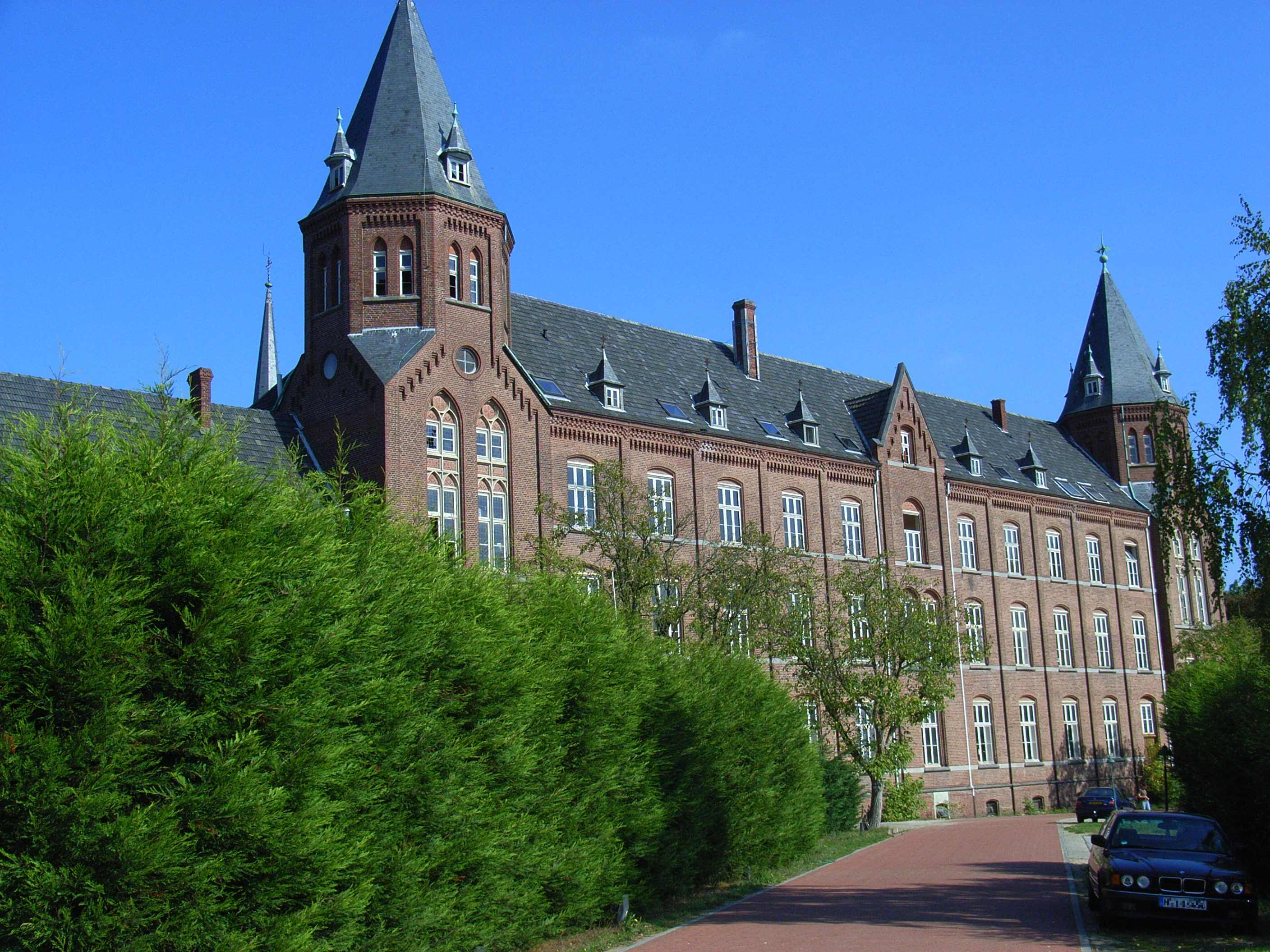
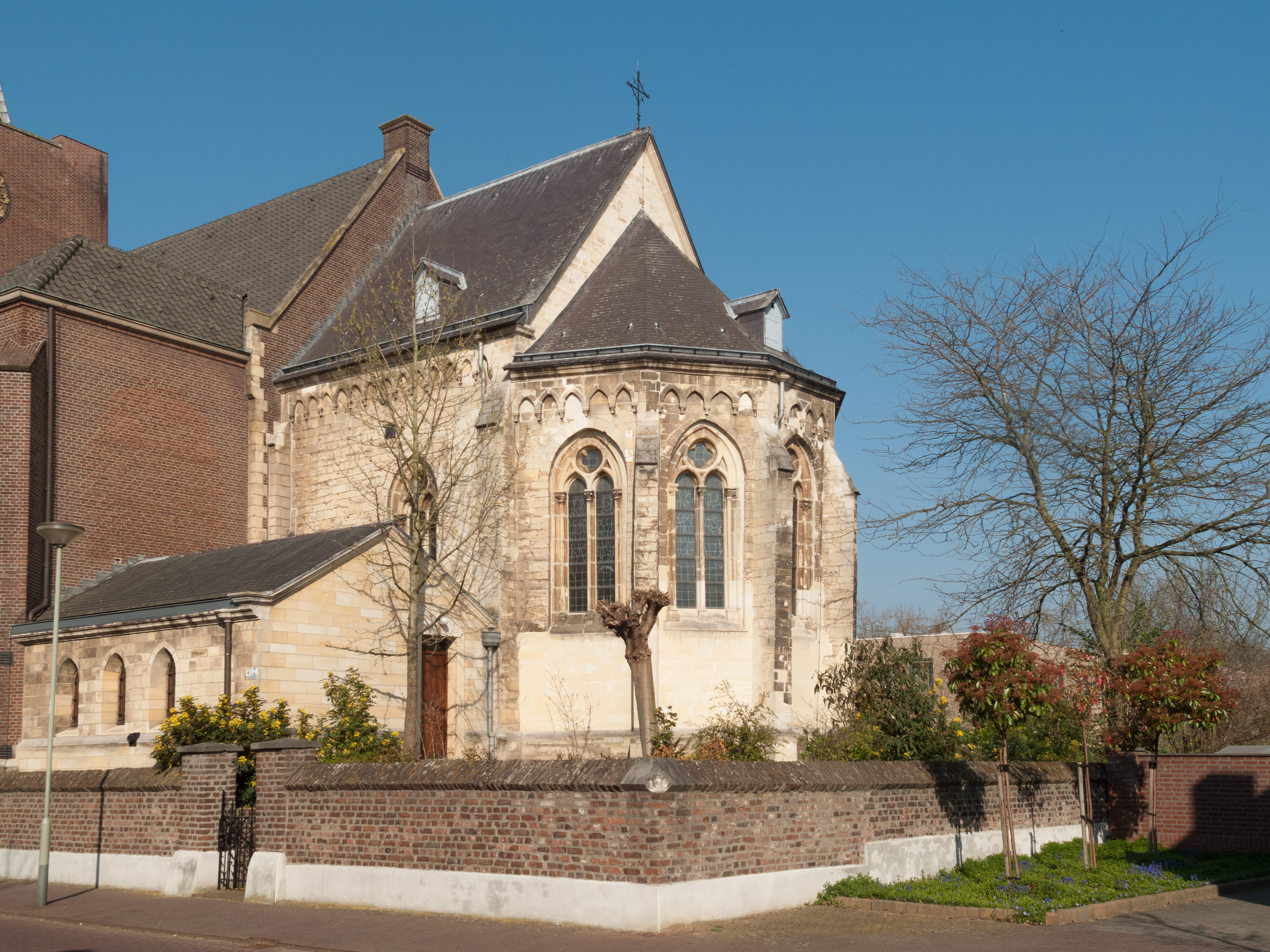